# سارا گرونرت
 سارا گرونرت (آلمانی: Sarah Gronert؛ زادهٔ ۶ ژوئیهٔ ۱۹۸۶) یک تنیس‌باز اهل آلمان است.